# Trigonotis omeiensis
Trigonotis omeiensis là loài thực vật có hoa trong họ Mồ hôi. Loài này được Matsuda miêu tả khoa học đầu tiên năm 1919.